# Rulice
Rulice – wieś w Polsce położona w województwie łódzkim, w powiecie łowickim, w gminie Bielawy.
W latach 1975–1998 miejscowość administracyjnie należała do województwa skierniewickiego.
Na skraju wsi, pod lasem, znajduje się cmentarz wojenny żołnierzy armii niemieckiej poległych w latach 1914-15.

## Zabytki
Według rejestru zabytków Narodowego Instytutu Dziedzictwa na listę zabytków wpisany jest obiekt:
- dwór, 1918, nr rej.: 523 z 27.12.1979